# Куркова, Каролина
Кароли́на Исела Ку́ркова (чеш. Karolína Isela Kurková; род. 28 февраля 1984, Дечин, Чехословакия) — чешская супермодель.

## Биография
Родилась в Чехословакии в семье известного чешского баскетболиста Йозефа Курки и словачки. Родители развелись, когда маленькой Каролине было всего 3 месяца. Мать решила воспитывать дочь одна и больше замуж не выходила.
В детстве Каролина перенесла операцию (предположительно пупочная грыжа), после которой у девушки не осталось пупка в привычном виде. Подробностей модель не рассказывает, а для публикуемых фотографий пупок ей «добавляют» с помощью фото-монтажа.

### Карьера
Каролина признана самой сексуальной блондинкой Европы 2007 года.
Каролина представляла такие бренды, как: Anne Klein, Bottega Veneta, Celine, Chanel, Christian Dior, Dell, Elie Saab, eLUXURY, Express, Furla, Giuliano Teso, H&M, Hugo Boss fragrance, Jean Paul Gaultier, John Frieda, Jones New York, La Perla, Liverpool, Louis Vuitton, Macy's INC, Mango, Max Mara, Max Mara eyewear, Mercedes-Benz, MOGA, Piazza Sempione, Plein Sud, Pronovias, Rag & Bone, Rocawear, Rolex Oyster, Salvatore Ferragamo, The Limited, Tommy Hilfiger, Valentino, Versace, Victoria's Secret, Yves Saint Laurent и Zeki.
В 2008 году Каролина Куркова заняла первое место в списке самых сексуальных женщин мира, который ежегодно составляет телеканал «E!».
В начале 2013 года Каролина Куркова в сотрудничестве с международной компанией LR Health & Beauty Systems выпустила свою собственную косметическую линию, которая в том же году была номинирована на награду Duftstar Awards в категории «Новинки — Образ жизни (женщины)».

### Личная жизнь
С 2009 года Каролина замужем за кинопродюсером Арчи Друри, с которым она встречалась год до их свадьбы. У супругов трое детей — сыновья Тобин Джек Друри (род. 29.10.2009) и Ноа Ли Друри (род. 05.11.2015) и дочь Луна Грейс Друри (род. 27.04.2021).

## Фильмография
| Год  |   | Русское название          | Оригинальное название       | Роль              |
| ---- | - | ------------------------- | --------------------------- | ----------------- |
| 2007 | ф | Мой самый сексуальный год | My Sexiest Year             | Пиа               |
| 2009 | ф | Бросок кобры              | G.I. Joe: The Rise of Cobra | девушка с обложки |
| 2010 | с |                           | FCU: Fact Checkers Unit     | Каролина          |
| 2010 | с | Чак                       | Chuck                       | Софья Степанова   |
| 2012 | с | Студия 30                 | 30 Rock                     | камео             |
| 2013 | с | В поле зрения             | Person of Interest          | камео             |